# The International (film)
The International is een Amerikaanse/Britse/Franse/Duitse thriller uit 2009, geregisseerd door Tom Tykwer. De hoofdrollen worden vertolkt door Clive Owen en Naomi Watts. De film ging in première op het Internationaal filmfestival van Berlijn, en werd met gemengde reacties ontvangen.
De film is losjes gebaseerd op een schandaal rondom de Bank of Credit and Commerce International. Het verhaal volgt een agent van interpol die onderzoek doet naar corruptie binnen de fictieve bank IBBC.

## Verhaal
Interpolagent Louis Salinger en assistant-District Attorney Eleanor Whitman beginnen een onderzoek naar de International Bank of Business and Credit (IBBC), die betrokken lijkt te zijn bij praktijken als witwassen, terrorisme en wapenhandel. Hun onderzoek brengt hen naar Berlijn en Milaan. Dat de IBBC inderdaad iets te verbergen heeft blijkt wanneer Umberto Calvini, een wapenhandelaar die zich verkiesbaar heeft gesteld als premier van Italië, in hun opdracht wordt vermoord. De moordenaar, een lokale huurmoordenaar met politieke connecties, wordt kort na de aanslag zelf gedood door een corrupte politieagent. Dezelfde agent beveelt Salinger en Whitman om terug naar New York te gaan, waar de tweede pleger van de aanslag ook heen is gevlucht.
In New York worden Salinger en Whitman begroet door twee agenten, Iggy Ornelas en Bernie Ward, die een foto van de tweede moordenaar hebben. Salinger, Ornelas en Ward sporen de moordenaar op en volgen hem naar het Solomon R. Guggenheim Museum. Ondertussen onthult het hoofd van de IBBC, Jonas Skarssen, aan zijn handlangers White en Wexler dat Calvini moest worden omgebracht zodat de IBBC zich kan richten op zijn zonen. Zij moeten radarsystemen kopen voor raketten, waarin de bank heeft geïnvesteerd. Om te voorkomen dat Salinger en Whitman de moordenaar vinden, stuurt Skarssen een team om de moordenaar uit te schakelen voor hij door de politie kan worden ondervraagd. Dit gebeurt, maar bij de aanslag wordt Wexler wel gearresteerd.
Tijdens zijn ondervraging onthult Wexler dat de IBBC nauwe banden heeft met verschillende terroristische organisaties, drugskartels, corrupte overheden en andere machtige instanties, waardoor de autoriteiten maar lastig tegen de bank kunnen optreden. Zelfs als ze de IBBC ten val brengen, zal binnen de kortste keren een nieuwe bank zijn plaats innemen. Salinger vertelt de gebroeders Calvini over de ware toedracht van hun vaders dood, waarna ze de deal afblazen en White laten vermoorden.
Na zijn vrijlating vertrekt Wexler naar Istanboel, achtervolgd door Salinger. Hier wil Skarssen blijkbaar cruciale onderdelen voor zijn raketten kopen. Salinger probeert het gesprek tussen Skarssen en de verkoper op te nemen als bewijs, maar dit mislukt. Wexler en Skarssen worden beiden omgebracht door een huurmoordenaar ingehuurd door Enzo en Mario Calvini, om hun vaders dood te wreken.
Salinger blijft met lege handen achter; zijn onderzoek en pogingen de IBBC ten val te brengen zijn op niets uitgedraaid. Tijdens de epiloog blijkt dat de bank, ondanks de dood van hun voorzitter, gewoon doorgaat met zijn praktijken.

## Rolverdeling
- Clive Owen, als Louis Salinger
- Naomi Watts, als Eleanor Whitman
- Armin Mueller-Stahl, als Wilhelm Wexler
- Ulrich Thomsen, als Jonas Skarssen
- Brían F. O'Byrne, als The Consultant
- Michel Voletti, als Viktor Haas
- Patrick Baladi, als Martin White
- Jay Villiers, als Francis Ehames
- Fabrice Scott, als Nicholai Yeshinski
- Haluk Bilginer, als Ahmet Sunay
- Natalie Gold, als assistent officier van justitie

## Achtergrond

### Productie
Het scenario voor de film werd geschreven door Eric Warren Singer, nadat hij had gehoord over de bankschandalen van de jaren 80 en 90. Tot dusver was The Godfather III de enige film die ook op deze bankschandalen inspeelde. Recensenten van de film trokken later tevens links tussen The International en films als The Parallax View (1974) en All The President's Men (1976).
Ridley Scott was aanvankelijk geïnteresseerd in het regisseren van de film, maar trok zich terug. Een jaar later kwam Tom Tykwer bij het project. In april 2007 werd Clive Owen gecast. Volgens eigen zeggen herinnerde het script hem aan paranoiafilms uit de jaren 70. In juli 2007 werd Naomi Watts gecast als Owen’s tegenspeelster.
De German Federal Film Fund gaf in augustus 2007 5,4 miljoen dollar voor het totale budget van de film. Een maand later werd dit bedrag verhoogd naar 7,9 miljoen, omdat men ervan uitging dat de film voor twee derde in Duitsland zou worden opgenomen met een aantal Duitse acteurs in belangrijke rollen, zoals Armin Mueller-Stahl en Axel Milberg. De opnames begonnen op 10 september 2007 in Berlijn. Een deel van de productie vond plaats in Filmstudio Babelsberg.
Clive Owen noemde het vuurgevecht bij het Guggenheim Museum een van de zorgvuldigst uitgevoerde scènes waar hij ooit bij betrokken was. De scène werd grotendeels opgenomen op een replica van het museum. De set was te groot voor de filmstudio, en moest worden gebouwd in een oud pakhuis net buiten Berlijn. De bouw van de set kostte 10 weken.

### Uitgave en ontvangst
Na de première op het filmfestival van Berlijn, ging The International in Canada en de Verenigde Staten op 13 februari 2009 in première. In Amerika bracht de film in zes weken tijd 25 miljoen dollar op. De totale wereldwijde opbrengst kwam uit op 60.161.391 dollar.
Reacties van critici waren gemengd. Op Rotten Tomatoes scoort de film 59% aan goede beoordelingen. Op Metacritic is dat 52%. Peter Bradshaw van The Guardian gaf de film grotendeels een goede beoordeling, maar bekritiseerde wel het acteerwerk van Owen. Philip French, in zijn beoordeling voor The Observer, noemde de film een "slick, fast-moving conspiracy thriller" en het vuurgevecht in het Guggenheim "spectacular". David Denby van The New Yorker bekritiseerde het gebrek aan karakterontwikkeling van de twee hoofdpersonen, die volgens hem te “onmenselijk” overkwamen. In zijn beoordeling voor The New York Post, schreef Lou Lumenick, "There, an anticlimactic rooftop chase reminds us that Tykwer, the German director who reinvented the Euro thriller with Run, Lola, Run a decade ago, has been far surpassed by Paul Greengrass and the Bourne adventures, yet thankfully lacking the rampant and nonsensical roller-coaster style of editing, where no shot lingers for longer than a nano-second.".

## Prijzen en nominaties
In 2009 werd The International genomineerd voor een World Soundtrack Award voor Beste originele muziek van het jaar.